# Lotnisko Troll
Lotnisko Troll (norw. Troll lufthavn, ang. Troll Airfield) – lotnisko zlokalizowane 6,8 km od stacji antarktycznej Troll na Ziemi Królowej Maud, na Antarktydzie.